# TNFRSF4
TNFRSF4 (англ. TNF receptor superfamily member 4) – білок, який кодується однойменним геном, розташованим у людей на короткому плечі 1-ї хромосоми.  Довжина поліпептидного ланцюга білка становить 277 амінокислот, а молекулярна маса — 29 341.
| 10         |  | 20         |  | 30         |  | 40         |  | 50         |
| ---------- |  | ---------- |  | ---------- |  | ---------- |  | ---------- |
| MCVGARRLGR |  | GPCAALLLLG |  | LGLSTVTGLH |  | CVGDTYPSND |  | RCCHECRPGN |
| GMVSRCSRSQ |  | NTVCRPCGPG |  | FYNDVVSSKP |  | CKPCTWCNLR |  | SGSERKQLCT |
| ATQDTVCRCR |  | AGTQPLDSYK |  | PGVDCAPCPP |  | GHFSPGDNQA |  | CKPWTNCTLA |
| GKHTLQPASN |  | SSDAICEDRD |  | PPATQPQETQ |  | GPPARPITVQ |  | PTEAWPRTSQ |
| GPSTRPVEVP |  | GGRAVAAILG |  | LGLVLGLLGP |  | LAILLALYLL |  | RRDQRLPPDA |
| HKPPGGGSFR |  | TPIQEEQADA |  | HSTLAKI    |  |            |  |            |

A: Аланін

C: Цистеїн

D: Аспарагінова кислота

E: Глутамінова кислота

F: Фенілаланін

G: Гліцин

H: Гістидин

I: Ізолейцин

K: Лізин

L: Лейцин

M: Метіонін

N: Аспарагін

P: Пролін

Q: Глутамін

R: Аргінін

S: Серин

T: Треонін

V: Валін

W: Триптофан

Кодований геном білок за функціями належить до рецепторів клітини-хазяїна для входу вірусу, рецепторів. 
Задіяний у такому біологічному процесі як взаємодія хазяїн-вірус. 
Локалізований у мембрані.